# Signalen
Signalen is het zestiende Nederlandstalige studioalbum van Herman van Veen, verschenen in 1984. Van het album werden De wolkentrapper en Hilversum III op single uitgebracht. Het laatste nummer werd een top 10-hit in Nederlandse hitparade. Het album stond zestien weken in de Album Top 50 en werd alleen van de eerste plaats afgehouden door The Works van Queen. Veel tijd om het album te promoten had Van Veen overigens niet; er stond een tournee door Duitsland, Zwitserland en Oostenrijk geboekt.

## Hoes
De hoes bevat een tekening van de Belgische striptekenaar François Schuiten. Daarop is een fietser te zien die lijkt te fietsen in de lucht. De ontwerpen zijn ook gebruikt voor de single uitgaven.

## Nummers
| Nr. | Titel                                  | Schrijver(s)                                           | Duur |
| --- | -------------------------------------- | ------------------------------------------------------ | ---- |
| 1.  | Signalen                               | Herman van Veen, Willem Wilmink                        | 6:46 |
| 2.  | Zingende doden                         | Erik van der Wurff, Herman van Veen, Willem Wilmink    | 3:31 |
| 3.  | Afwezig                                | Herman van Veen, Rob Chrispijn                         | 5:25 |
| 4.  | Parijse tango                          | Herman van Veen, Willem Wilmink                        | 4:58 |
| 5.  | Hilversum III (Lang Scho Nimma G'sehn) | Hans-Jürgen Buchner, Ulrike Böglmüller, Willem Wilmink | 3:52 |

| 1.                 | Wie (La Craie Dans L'Encrier) | Catherine Lara, Daniel Boublil, Liselore Gerritsen  | 3:12 |
| 2.                 | Édith Piaf                    | Herman van Veen                                     | 5:08 |
| 3.                 | Huurkontrakt                  | Herman van Veen, Herman de Coninck                  | 3:13 |
| 4.                 | Ben jij het? (Voor W. Jensma) | Herman van Veen                                     | 2:24 |
| 5.                 | Een lichte vrouw              | Erik van der Wurff, Herman van Veen, Willem Wilmink | 4:40 |
| 6.                 | De wolkentrapper              | Herman van Veen                                     | 3:22 |
| Totale duur: 47:04 |                               |                                                     |      |

Édith Piaf is een eerbetoon aan Édith Piaf.

## Muzikanten
De credits op de oorspronkelijke langspeelplaat vermeldden:
- Louis Debij - drums
- Jurre Haanstra - synthesizer, drums
- Jan Hollestelle - basgitaar
- Cees van der Laarse – basgitaar, contrabas
- Chris Lookers - gitaar
- Het Nederlands Cellokwartet: Fred Pot, Jean Decroos, Truus van Tol, Yke Viersen
- Nard Reijnders - saxofoon, klarinet, basklarinet, accordeon
- Herman van Veen - piano, zang
- Peter Weekers - panfluit (ex-Flairck)
- Erik van der Wurff – piano, synthesizer

Voor Hilversum III werd de originele backtrack van Lang Scho Nimma G'Sehn gebruikt, waaraan de volgende muzikanten meewerkten:
- Hans-Jürgen Buchner - piano, synthesizer, synth-bass (Minimoog), tuba, tenorhoorn, speelgoedpiano, accordeon
- Heinz-Josef Braun - basgitaar
- Peter Enderlein - drums